# Pseudotribos
Pseudotribos é um gênero extinto de mamíferos do período Jurássico, há cerca de 165 milhões de anos, na China.